# Szellemházak Magyarországon

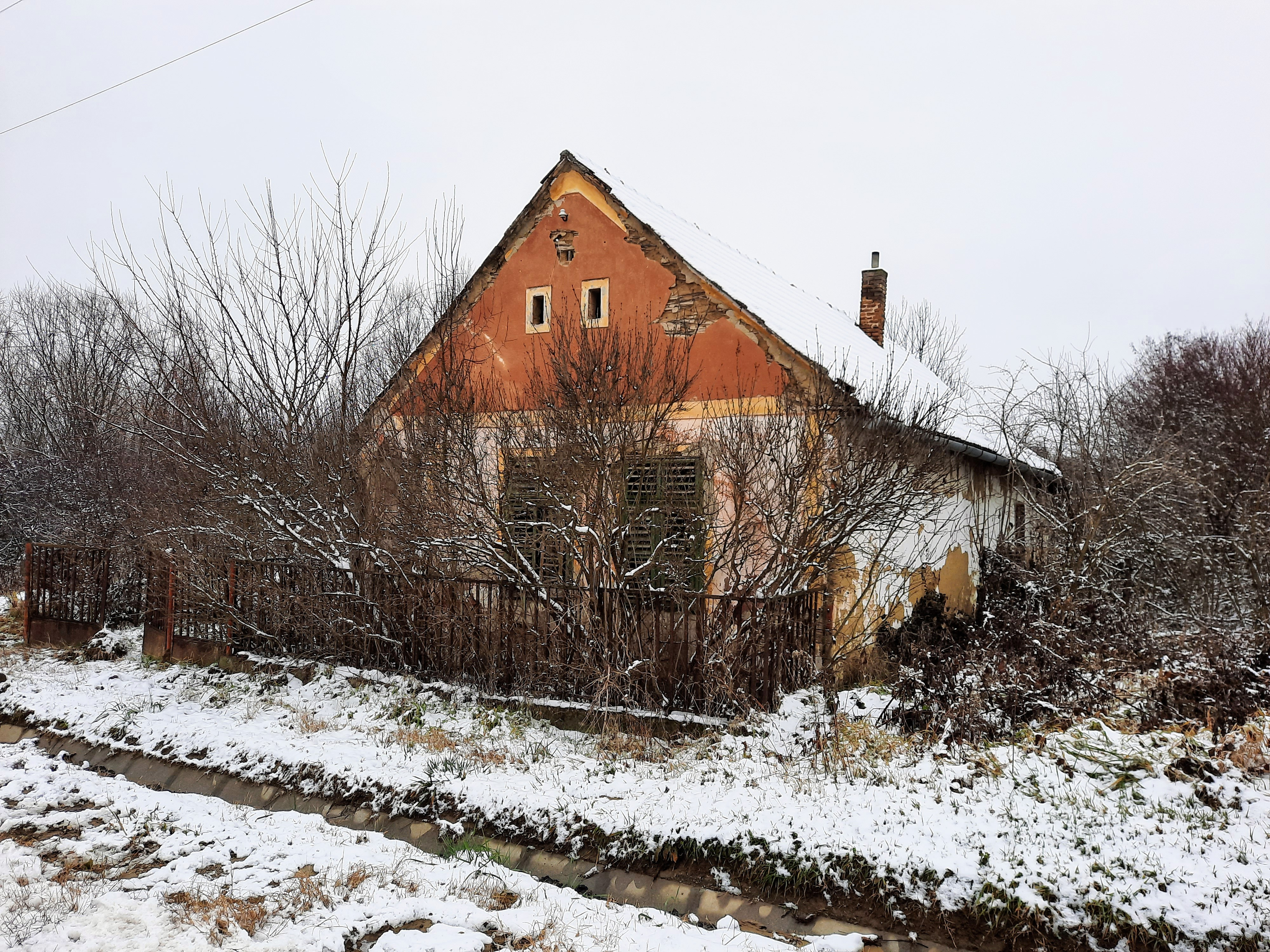
Elhagyatott lakóépület (Kercseliget, 2021. december)

A közbeszédben általában összefoglalóan szellemházaknak vagy elhagyatott épületeknek szokták nevezni azokat a házakat, amelyeket korábbi lakóik, használóik huzamosabb idő óta elhagytak, és az épület lassan az enyészetté kezd válni. Nem tekinthető szellemháznak az állagmegőrzési munkálatok elmaradása miatt lepusztult, de aktív használatban álló épület.

## Egyéb jelentések
„Szellemház” kifejezéssel a fentieken túl azokat az épületeket, amelyek – függetlenül attól, hogy elhagyottak-e vagy sem – állítólagos, vallási értelemben vett szellemek által lakottak. Ebbe a kategóriába tartozik a korábbi temetők helyére épült, úgynevezett „kísértetek által megszállt” lakótelepek (pl. az Újpesti lakótelep). Csak érdekességként említendő egyébként, hogy például Budapest évszázadok óta lakott, számtalan embert temettek el benne a folyton változó (háborús és polgári) temetőknél, gyakorlatilag az egész város csontokra épült, amelyet a város legkülönbözőbb helyeiről rendszeresen előkerülő emberi maradványok megerősítenek. Azaz ilyen megközelítéssel akár egész Budapest „szellemvárosnak” volna tekinthető.
A szellemháznak ismeretes egy harmadik jelentése is, ebben az esetben tulajdonképpen a második jelentés szűkített változatáról van szó: ezek a természeti népek tényleges vallási gyakorlataihoz használt, szellemekkel való állítólagos érintkezés épülete.
Ez a szócikk az elsődleges, elhagyatott helyként való értelmezést veszi a továbbiakban alapul.

## Előfordulásuk
Különböző okokból hagynak el a tulajdonosok egy-egy épületet. 
- jellemző ok a tulajdonosok kihalása[10]
- ipari épületeknél gyakori a bontás és a talaj helyreállításának drága költsége miatti elhanyagoltság. Más esetekben műemléki védelem alatt áll az épület, de hasznosításának módját még nem találták meg a tulajdonosok. Gyakran megesik, hogy egy nagyobb ipari terület egyes épületei aktív használatban vannak, mások viszont üresek.
- új építésű házaknál az építési költségek időközbeni megnövekedése miatt építés leállásról is szó lehet[11]
- új építésű házaknál az adott (elsősorban irodára) épületre nem találnak vevőt[12][13]
- igen nagy mennyiségű szellemház áll a Magyar Államvasutak területein. A 100-150 évvel ezelőtti vasúti forgalomnak megfelelő épületek a forgalom csökkenése, átalakulása miatt gyakran ma már üresen állnak.

A szellemházak olykor, nevükkel ellentétben mégis otthont adnak (illegális) lakóknak, akik elsősorban hajléktalanok szoktak lenni.
Az elhagyatott épület gyakran üres, esetleg pont a hajléktalanok által odahordott szemét található benne. Máskor korlenyomatként a tulajdonos teljes használati eszköztára megmaradt benne.

### Temetőkben

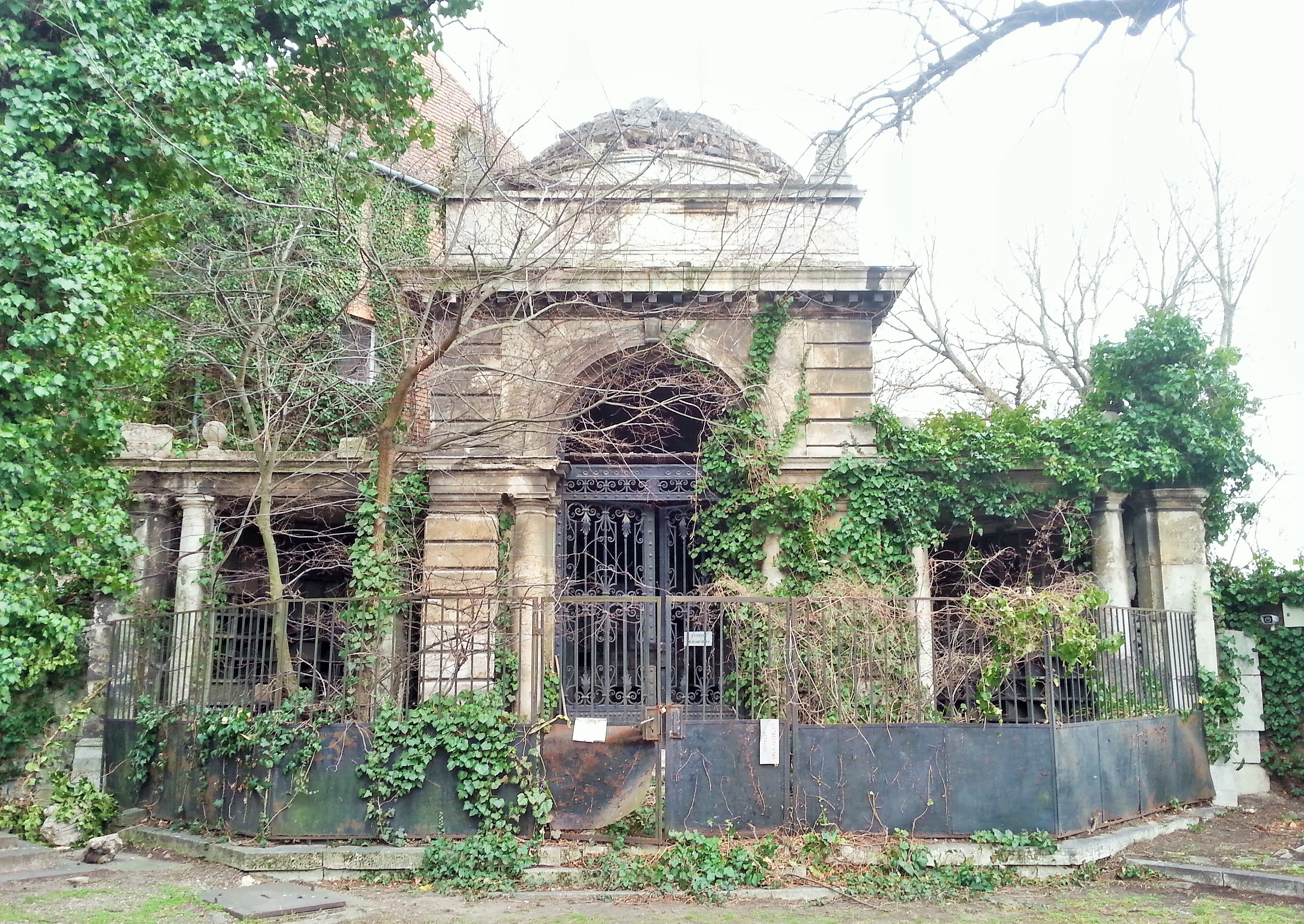
A lepusztult állapotú Thalmayer-mauzóleum funkciójából adódóan sosem volt állandó használatban, ezért nem tekinthető igazi „szellemház”-nak

Érdekes alcsoportját képezik a szellemházaknak az elhagyott temetői épületek. Mivel a mauzóleumok, csontházak, kolumbárium-épületek nem állandó „használatra készültek”, a szó szorosabb értelmében nem is tekinthetőek szellemházaknak (habár némelyikük meglehetősen lepusztult). Valódi szellemházaknak inkább az elhagyott, állandó használatra szánt temetői épületek nevezhetők. Példák:
- Az Új köztemető krematóriuma

## Szellemvárosok
Megesik, hogy egy egész település elnéptelenedik, ekkor „szellemváros”, „szellemfalu” alakulhat ki.

## Kutatásaik
A szellemházakat általában, nem tudományos igénnyel-szakszerűen kutatókat urbexeseknek (városfelfedezők) közé szokták nevezni.
„Az urbex, mint „mozgalom” Magyarországon először a kilencvenes évek közepén, kétezres évek elején jelent meg, elsősorban a graffitisek körében, ők keresték fel az elhagyatott épületeket, majd rajtuk kívül egy egészen pici csoport, szubkultúra folytatta a hagyományt, de ez akkoriban még egy viszonylag szűk réteget érintett. Az urbex robbanásszerű elterjedését a videómegosztó portáloknak köszönheti, és nagyjából a 2012-es években kezdett növekedésnek indulni a fiatalok körében. Mára már egy több tízezres csoportot érint, akik között nem csupán a fiatalabb korosztályt találjuk meg, hanem inkább már többségében a középkorúakat, és egyre több nő is hódol ennek a szenvedélynek.”
A magyarországi urbexesek közül talán Hajner Gyula a legismertebb, aki a 2010-es évektől készít filmfelvételeket Magyarország elhagyatott helyeiről.
A budapesti lakatlan épület egy része a https://lakatlan.crowdmap.com/ internetes térképen is elérhető.
A szellemházak egy része (akár kutyás, kamerás) őrség védelme alatt áll, megközelítésük engedélyhez kötött lehet!
Kiemelendő, hogy a szellemházak a fentieken túl komoly egészségkárosító tényezőket rejthetnek magukban (pl. mérgező anyagok, elkorhadt járófelületek, omladozó falak stb.), illetve a bennük illegálisan lakó hajléktalanok is támadtak meg már embereket.

## Értékük
Piaci szempontból elsődlegesen a szellemházak által elfoglalt telek értéke emelhető ki. Ezen túl több ilyen épület magas művészi igényességgel épült, ezért megmentésük indokolt lehet, amelyre olykor példa is akad. Némelyek filmforgatási helyszínként lettek ismertek, mások a bennük talált műkincsek, dokumentumok révén kerültek be az újságokba.
Több épület jelentős ipari emlékként tekinthető.
A szellemházak egy részére a fokozatos pusztulás után bontás vár.

## Budapesti példák

### Ipari üzemek
- Globus Konzervgyár (eredetileg Fővárosi Serfőző Rt.), Budapest, Maglódi út 47.[21]
- a Nagyvásártelep óriás csarnoka, Budapest, Hídépítő utca[22]
- több gyárépület a volt Ganz–MÁVAG üzem területén, Budapest, Kőbányai út
- a Budapesti Sertésközvágóhíd nagy méretű csarnoka, Budapest, Gubacsi út 6/a-b[22]
- Hazai Fésűsfonó és Szövőgyár
- Ganz Hajógyár, Budapest, Népsziget
- Budafoki Papírgyár

## Kórházak, pszichiátriák
- Országos Pszichiátriai és Neurológiai Intézet, Budapest, Hűvösvölgyi út 116.
- BM Központi Kórház és Intézményei, Budapest, Városligeti fasor 9-13.[23]
- Észak-Pesti kórház
- Preisich Szanatórium (Tündérhegyi Pszichiátria)
- MÁV kórház, Jávor utca

### Egyéb épületek
- Szecessziós villa, Budapest, Dózsa György út 122.[24]
- Iskolaépület, Budapest, Soroksári út 75-77.[25]
- iskolaépület, Budapest, Margit körút 19-21.
- Bródy Imre Gimnázium, Budapest, Attila utca 10.
- iskolaépület, Budapest, Osztag utca 25/a-b.
- Dugonics András Általános Iskola és Gimnázium, Budapest, Dugonics u. 17-21.
- Schuler-villa, Budapest, Ilka u. 51.[26]
- Budapesti Műszaki Egyetem V/2-es épülete, Budapest [?][26]
- Országos Villamos Teherelosztó, Budapest, Bécsi kapu tér[26]
- iskolaépület, Budapest, Hernád u. 52.[27]
- bérpalota, Budapest, Andrássy út 82.[27]
- Sándor-villa (Széchenyi-vadászkastély), Budapest, Völgy utca 9-11.[27]
- Astoria Hotel egy épülete, Budapest, Körút 1/b.[27]
- Havas-villa,  Budapest, Halom utca 42.[28]
- villaépület, Budapest, Maglódi út 125.[29]
- Tőzsdepalota, Budapest, Szabadság tér 17.[30]
- Könnyűipari Minisztérium, Budapest, Fő u.[30]
- Gross-ház, Budapest, József Attila utca 6. / József nádor tér 1.[31]
- Becker-ház, Budapest, Kossuth Lajos u. 11.[20]
- Blaskovich-palota, Budapest, Reáltanoda utca 12.[20]
- Almásy-palota, Budapest, Szép utca 6.[20][27]
- eklektikus szanatórium, Budapest, Benczúr u. 4.[20]
- Karczag-villa, Budapest, Diana utca 17/a.[20]
- Medek-ház, Budapest, Rottenbiller u. 19.[32][33]
- eklektikus villa, Budapest, Nagy Lajos király útja 109/b.
- lakóház, Budapest, Kuruclesi út [kb.] 40.[34]
- kisebb lakóházak, Budapest, Gül baba u.[30]
- Biokémiai és Fiziológiai Intézet, Budapest, Puskin u.[30]
- lakóház, Budapest, Bécsi út 69-71.[35]
- toronyház, Budapest, Hungária körút[36]
- lőtér, Budapest, Marczibányi-tér[22]
- Hotel Orient (betonváz), Budapest, Rákóczi út 66.[11]
- Magyar Szentföld-templom, Budapest, Heinrich István u. 5.[23]
- lakóház, Budafok (közelebbi megjelölés nélkül)[10]
- Fowler-féle Gőzekegyár pavilonja, Budapest, Budaörsi út 101.[37]
- Soproni Ági háza, Budapest, Üdülő u.[38]

Felújítják/felújították:
- Rác gyógyfürdő, Budapest, Hadnagy u. 8-10.[30]
- Adria palota, Budapest, Szabadság tér[30]
- Svábhegyi Szanatórium, Budapest, Eötvös utca 10-14.[20]
- Citadella, Budapest, Gellért-hegy[30]
- Postapalota, Budapest, Krisztina körút 6.[27]
- SZOT-üdülő, Rózsadomb (elbontva)[22][39]
- Radetzky-laktanya
- Óbudai gázgyár

### Korábban hosszabb időn keresztül szellemház volt
- Magyar Királyi Állami Vasút Nyugdíjintézetének palotája (Vasutas-ház), Budapest, Andrássy út 83-85. (felújításra került)[20][30]
- Petőfi Csarnok, Budapest, Városliget[40] (elbontották)
- lakóház, Budapest, Baross u. 40. (felújításra került)[41]
- Központ zálogház, Budapest, Lónyay utca 30-32. és Kinizsi utca 12.[20]
- Drechsler-palota (Balettintézet), Budapest, Andrássy út 25. (felújításra került)[20]
- Kőbányai Textilgyár, Budapest, Vaspálya u. (elbontva)
- A Fővárosi Temetkezési Intézet Egressy úti telepe, Budapest, Egressy út 13. (elbontva)[42][43][44]
- Károlyi-palota, Budapest, Pollack Mihály tér 10.[45]
- lakóház, Budapest, Tóth József u. (elbontották)[46]
- Tungsram Adócsőgyár, Budapest, Szobor u. 4-6. (elbontották)[47][48]
- Illatos úti szükséglakás-telep (közkeletű nevén „Dzsumbuj”), Budapest, Illatos út 5. (elbontották)[49]
- Kén utcai minta-munkáslakástelep („Kis-Dzsumbuj), Budapest, Kén u. (elbontották)[50][51]
- Kéziszerszámgyár (Márkus Lajos Rt. Vasszerkezetek Gyára és Láncgyár), Budapest, Hun u. 4/b (elbontották)[52]
- Zugligeti lóvasút-végállomás, Budapest, Zugligeti út 64.[27]
- Schanzer-villa (felújították), Budapest, Andrássy út 101.[27][53]
- a Magyarországi Symbolikus Nagypáholy központja, Budapest, Podmaniczky utca 45.[27]
- Eisele-villa, Budapest, Benczúr u. 46. (felújítva)[27]
- Káry-villa, Budapest, Dózsa György út 74. (felújítva)[27]
- bérház, Budapest, Király utca 40. (elbontva)[27][54]
- Angyalföldi hajógyári csarnok, Budapest, Meder u. 9. (leégett)[55][56]

## Vidéki példák
- kastélyok[57]
- iskolaépület, Etyek[58]
- lakóház, Tatabánya[59]

## Képtár

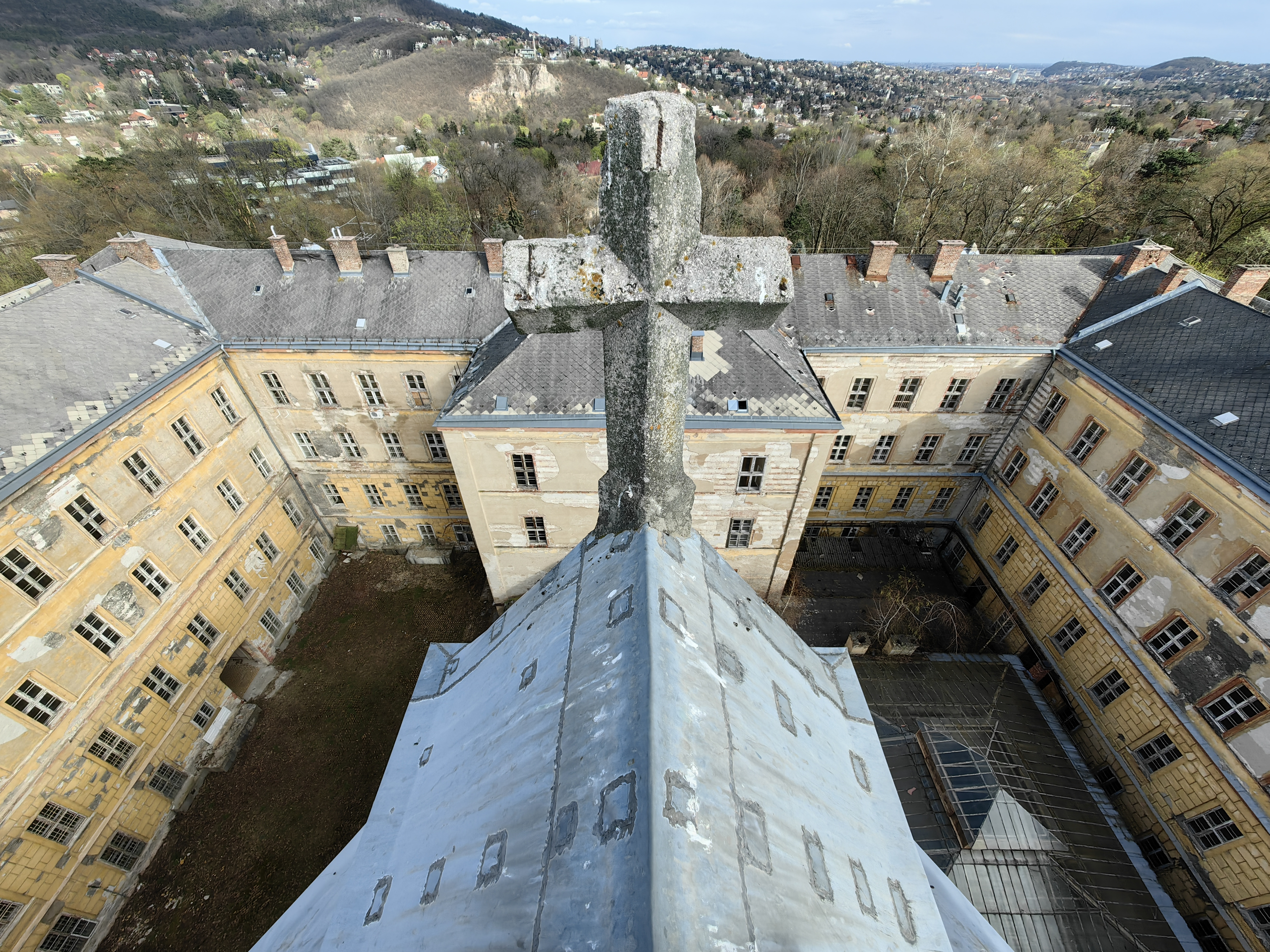
Országos Pszichiátriai és Neurológiai Intézet
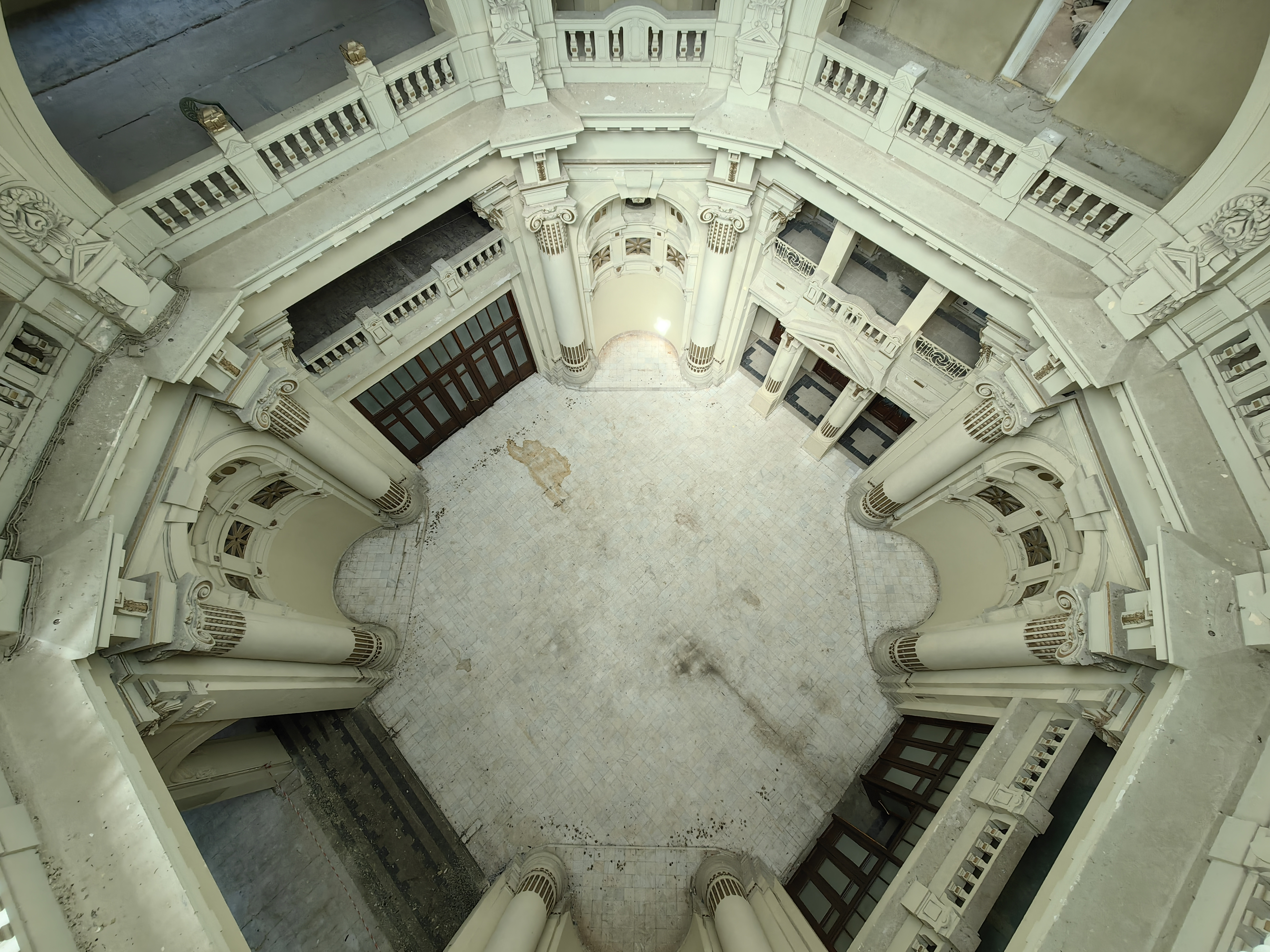
Tőzsdepalota, MTV-székház
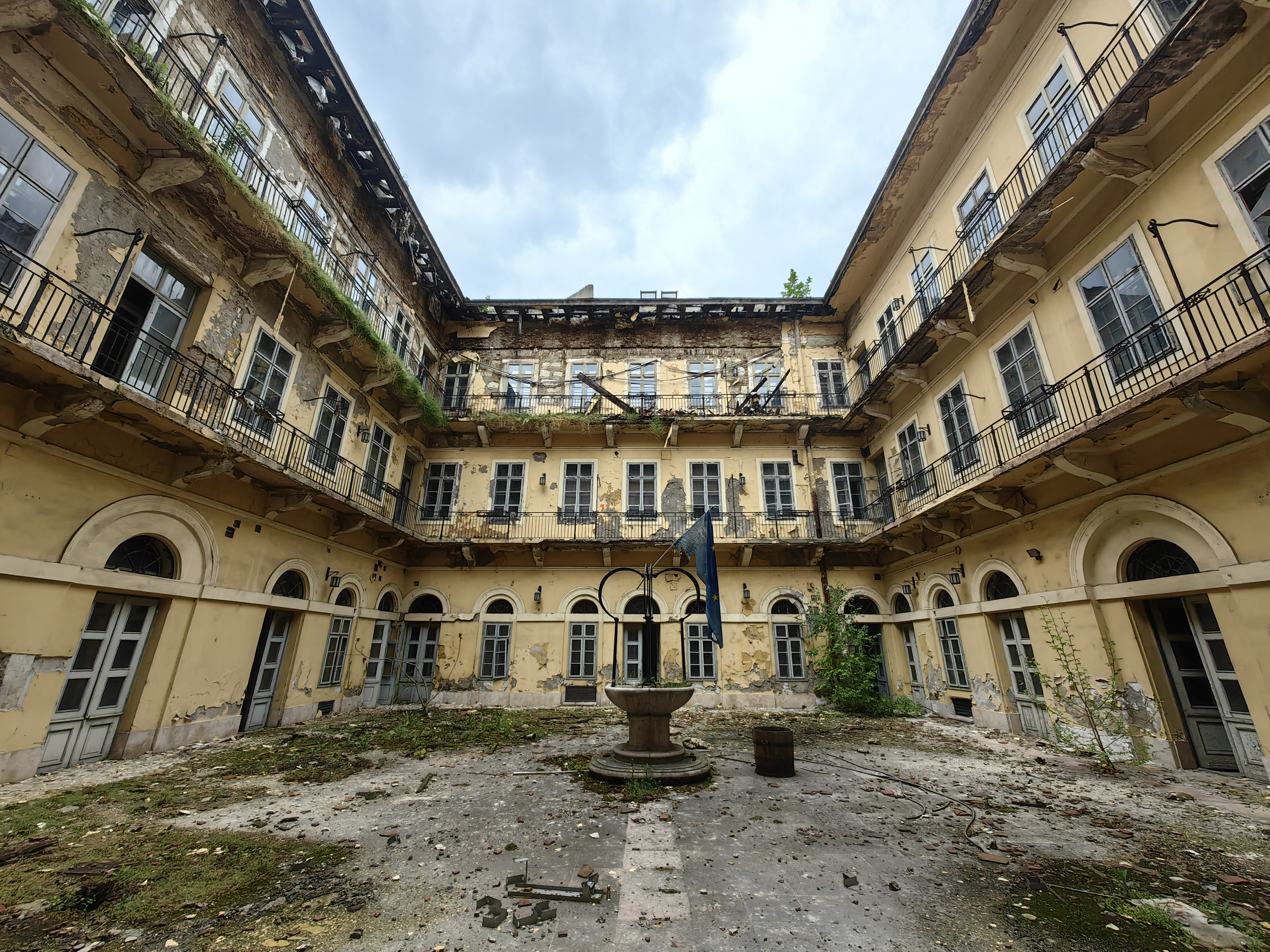
Postabank
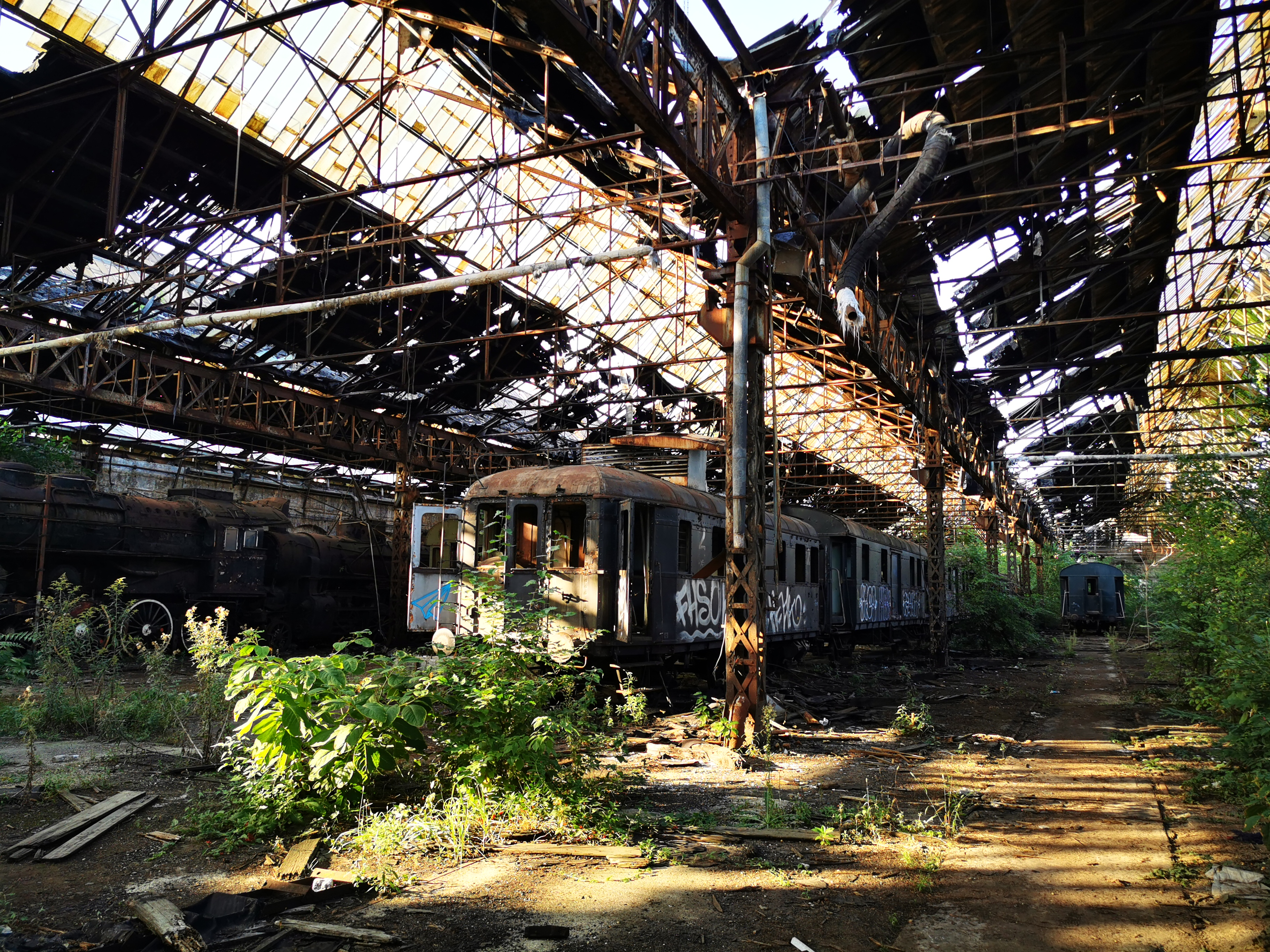
Istvántelek, vonattemető
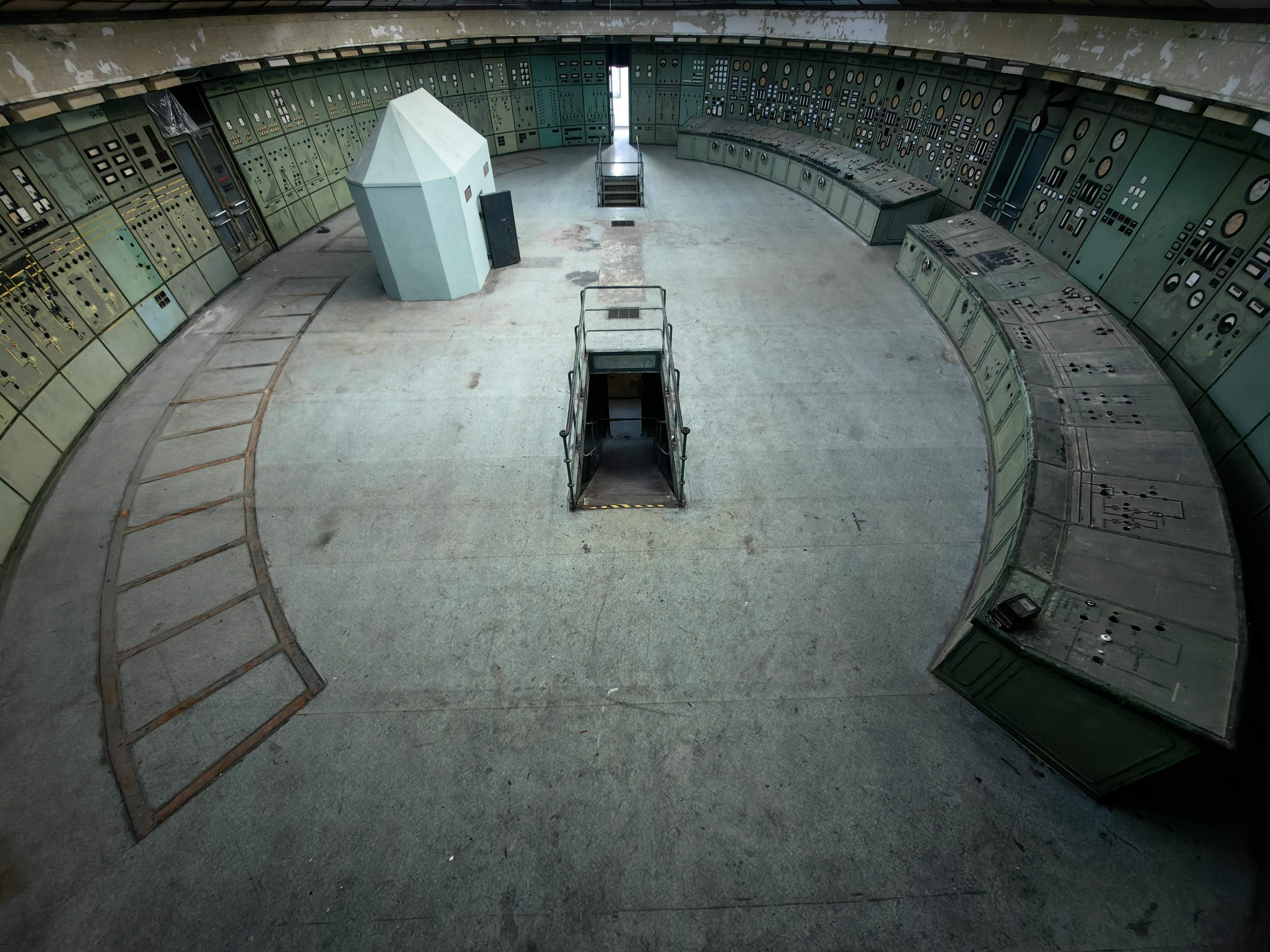
Kelenföldi erőmű
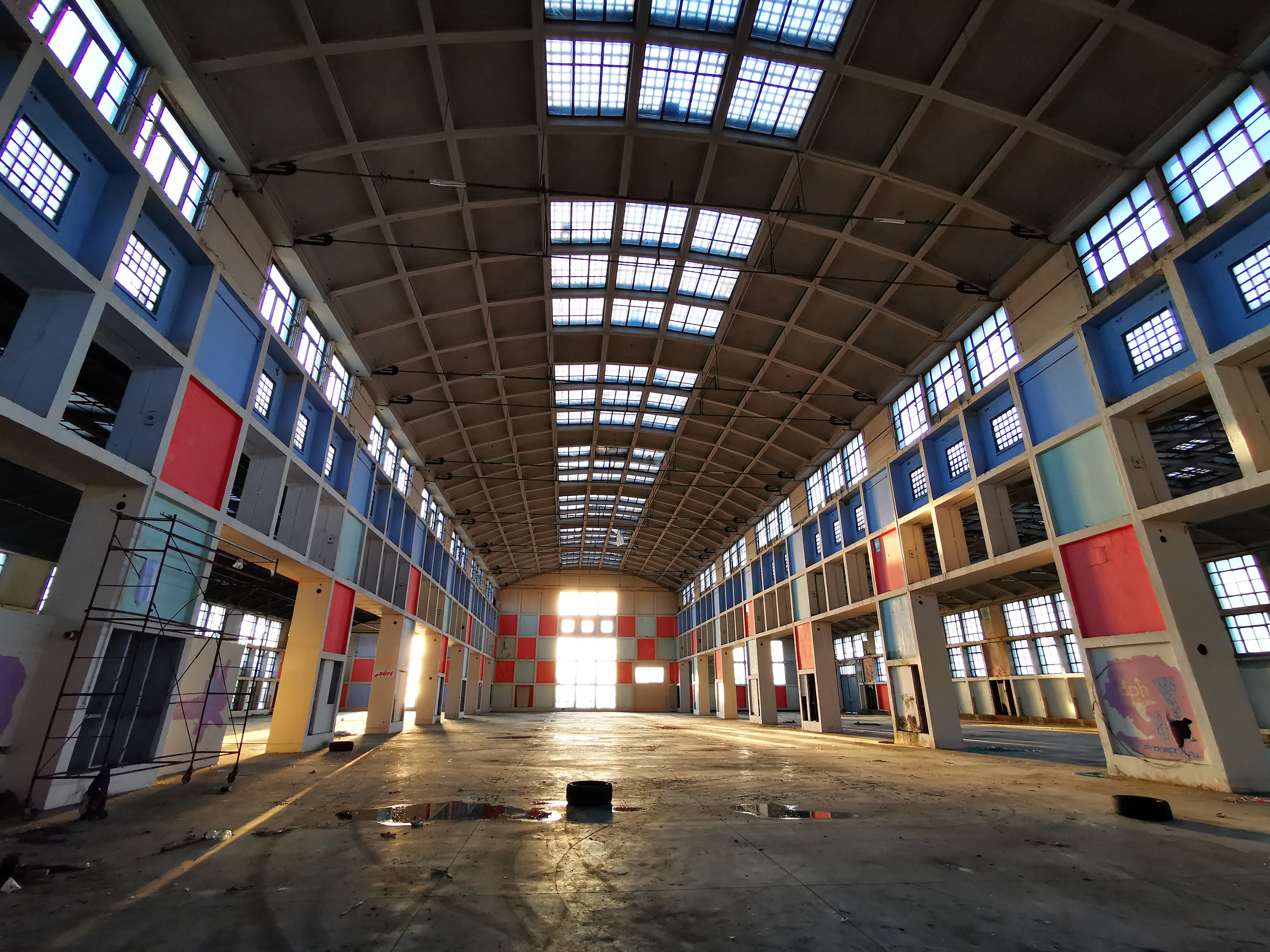
Ikarus gyár, Mátyásföld
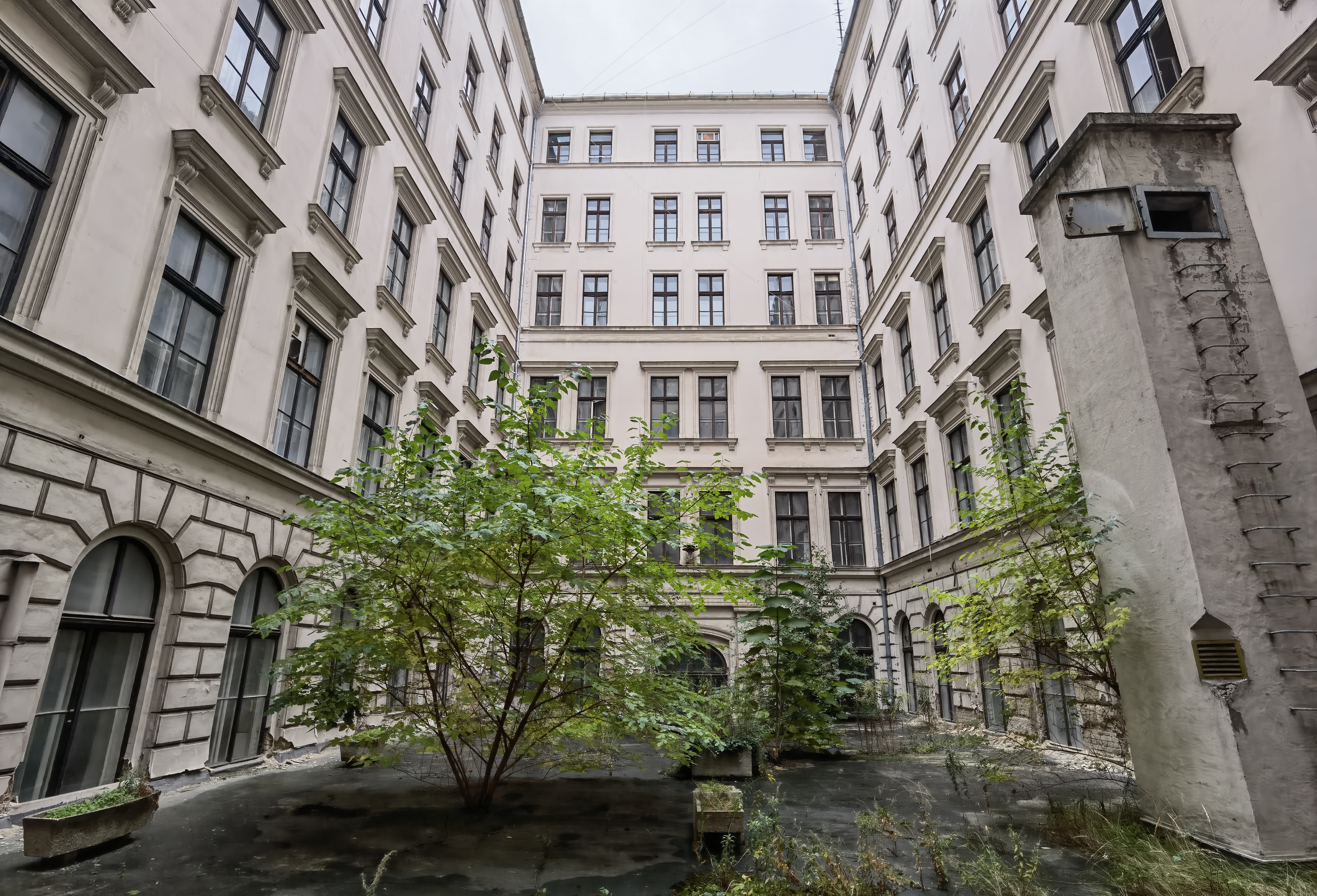
volt MÁV-székház
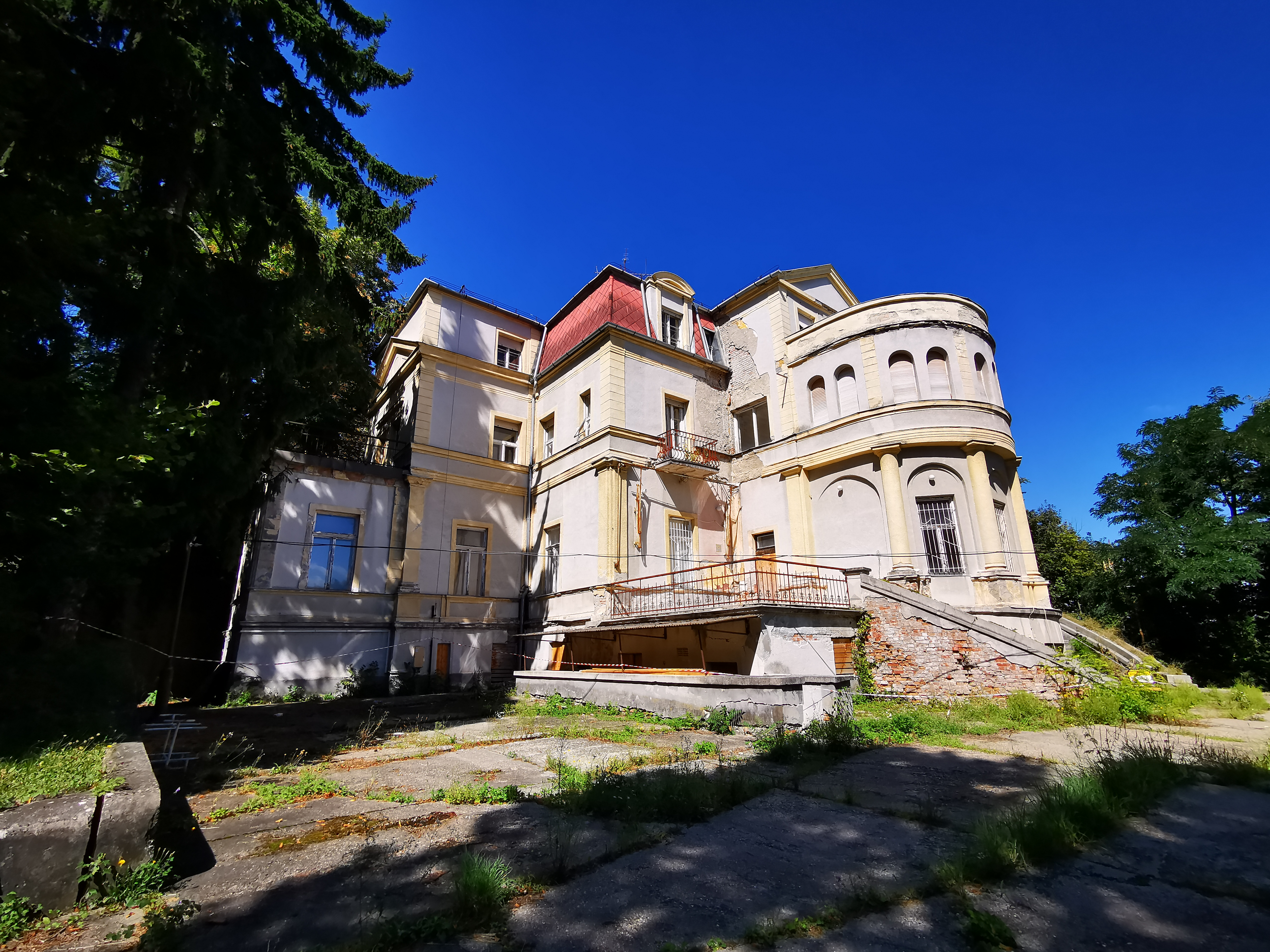
Preisich Szanatórium, Tündérhegyi Pszichiátria
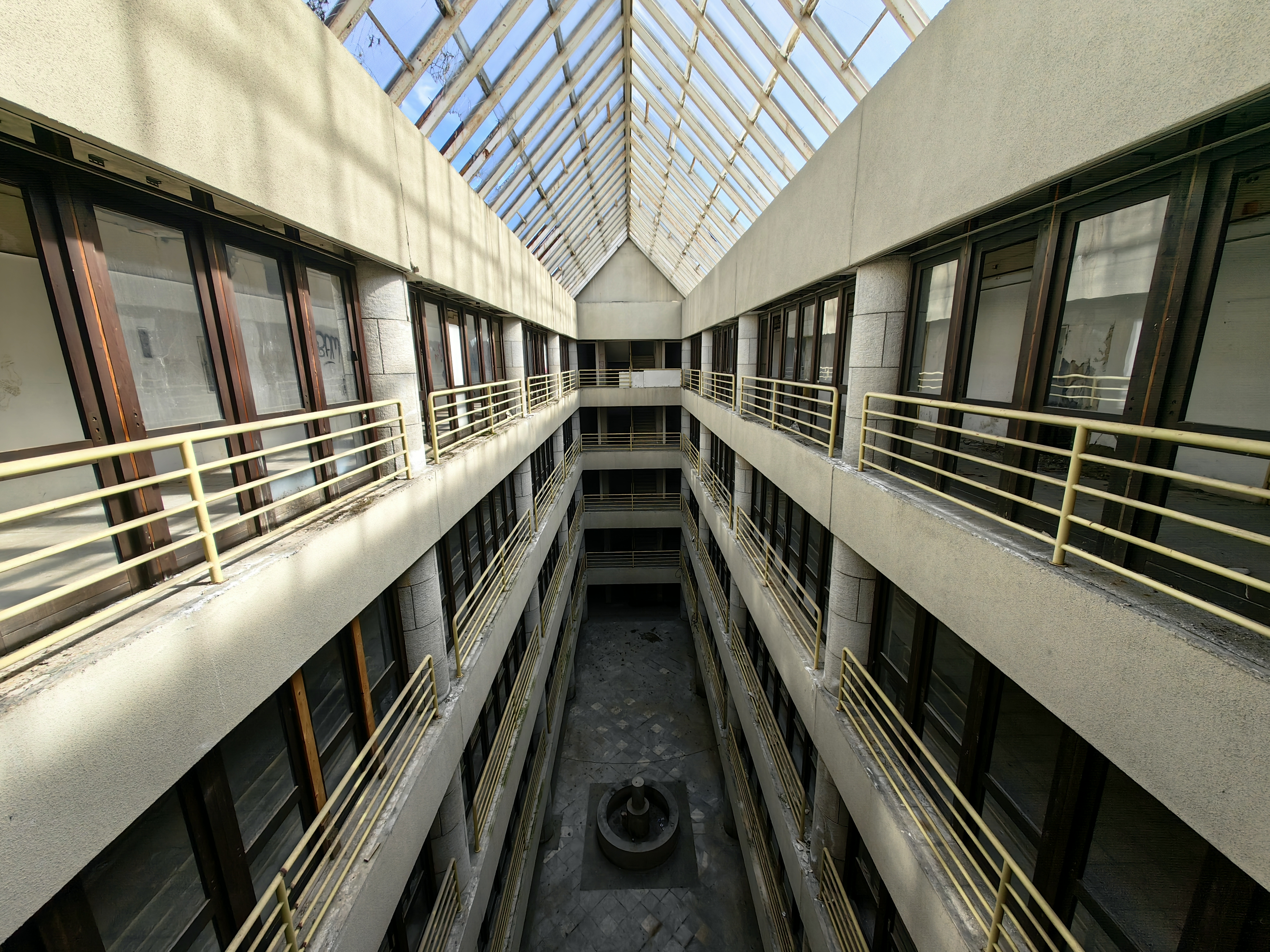
Észak-Pesti Kórház
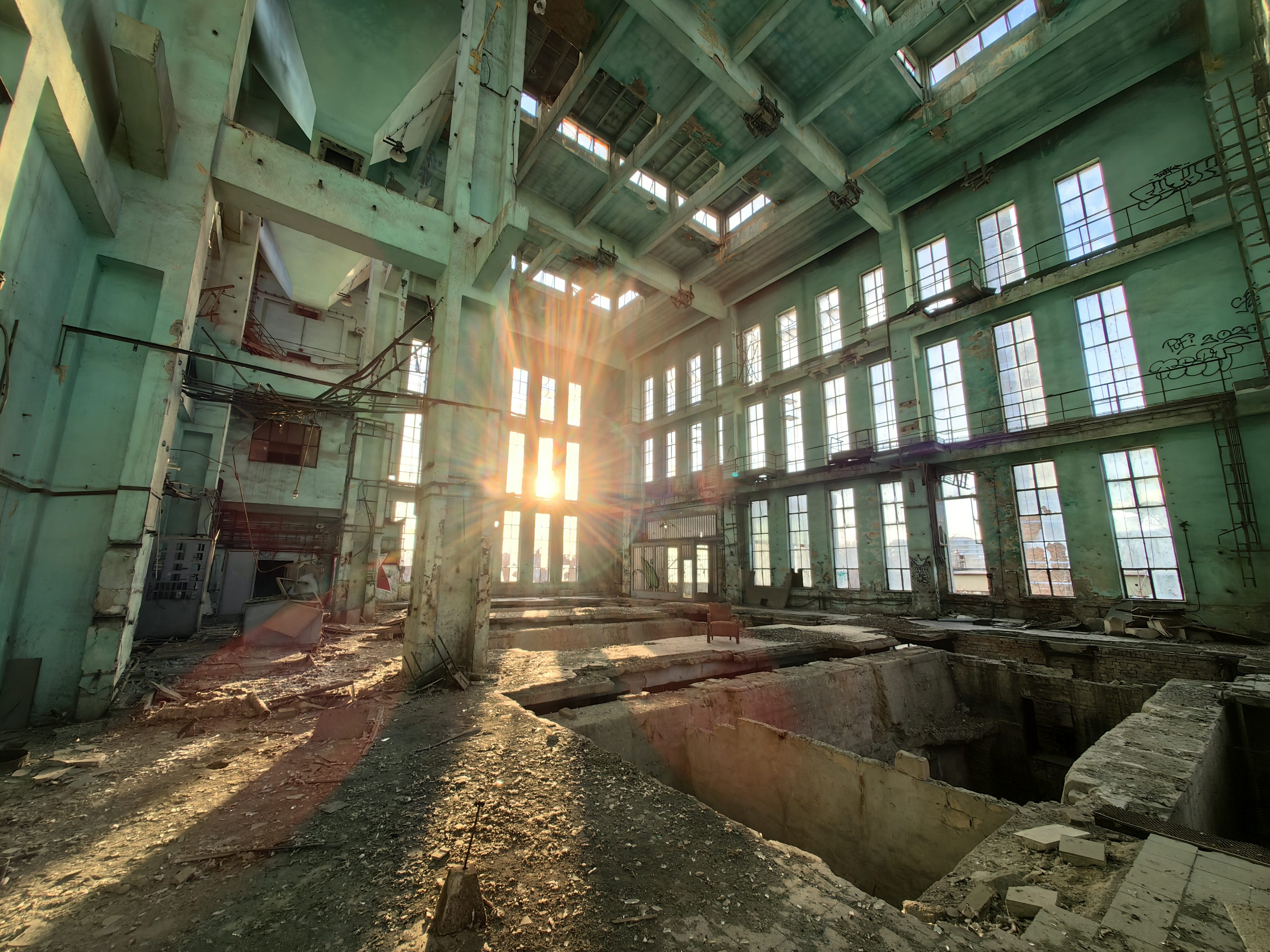
Angyalföldi erőmű
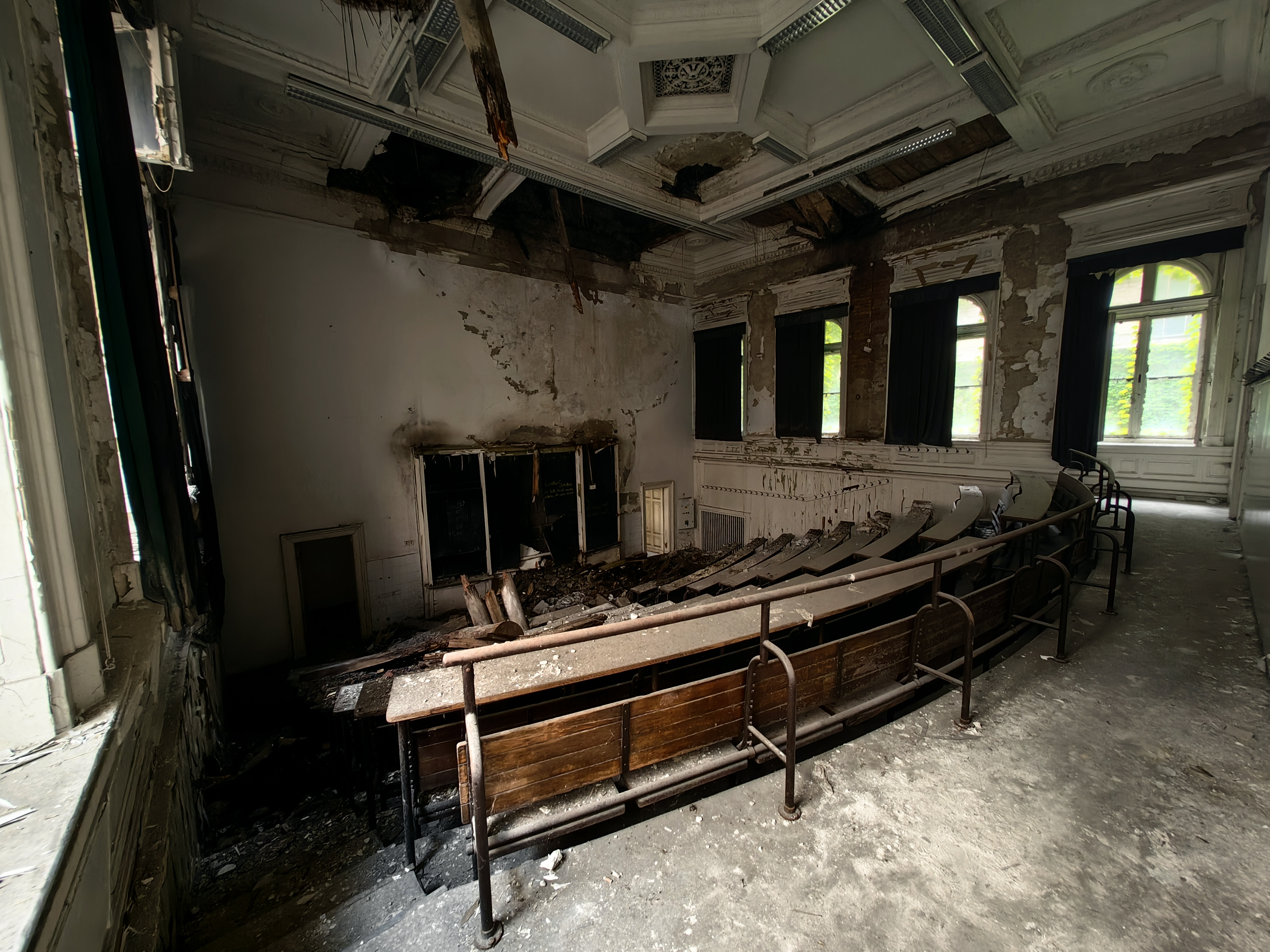
ELTE, Trefort-kert, E épület
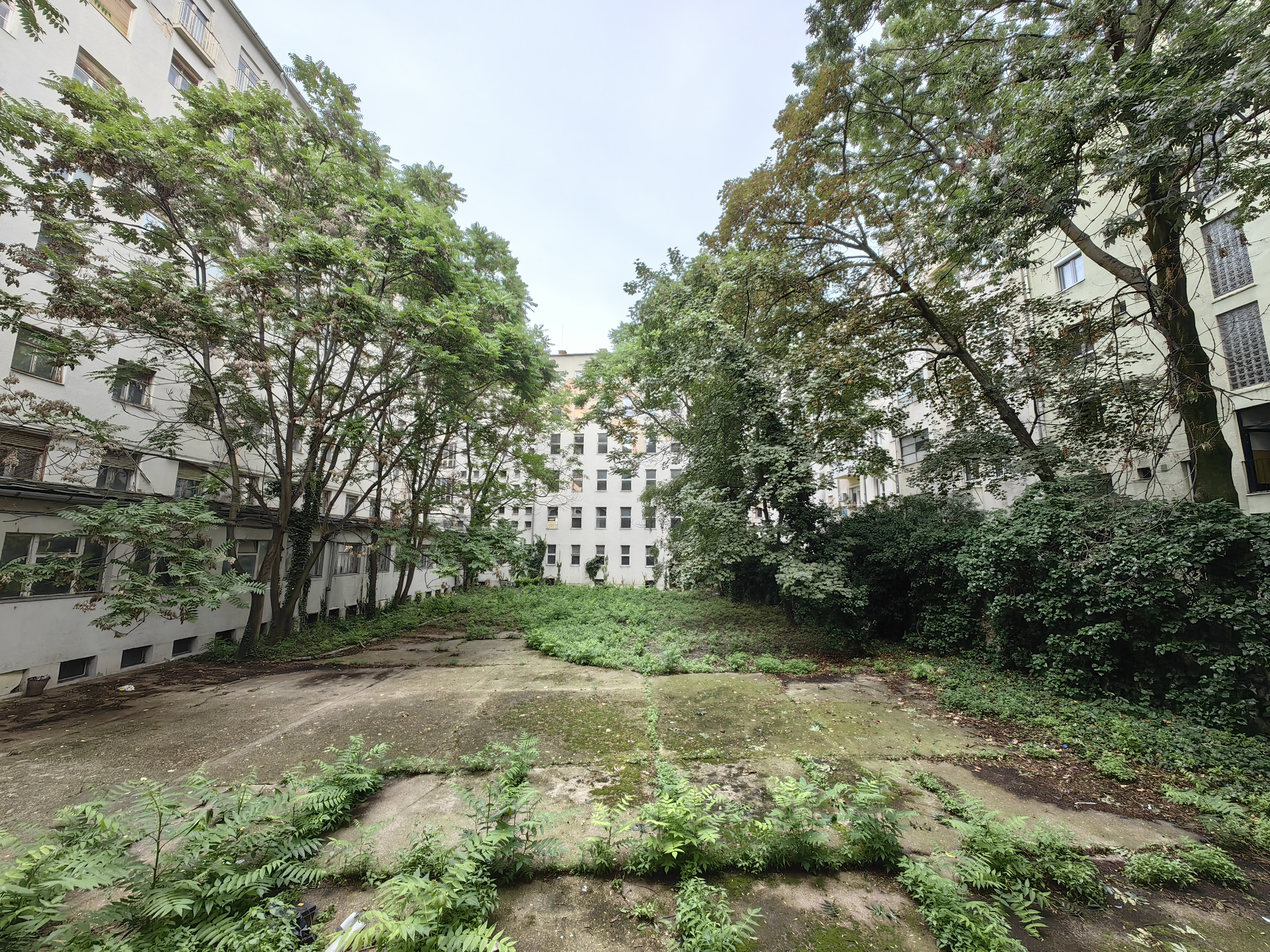
Ipari Anyaghivatal
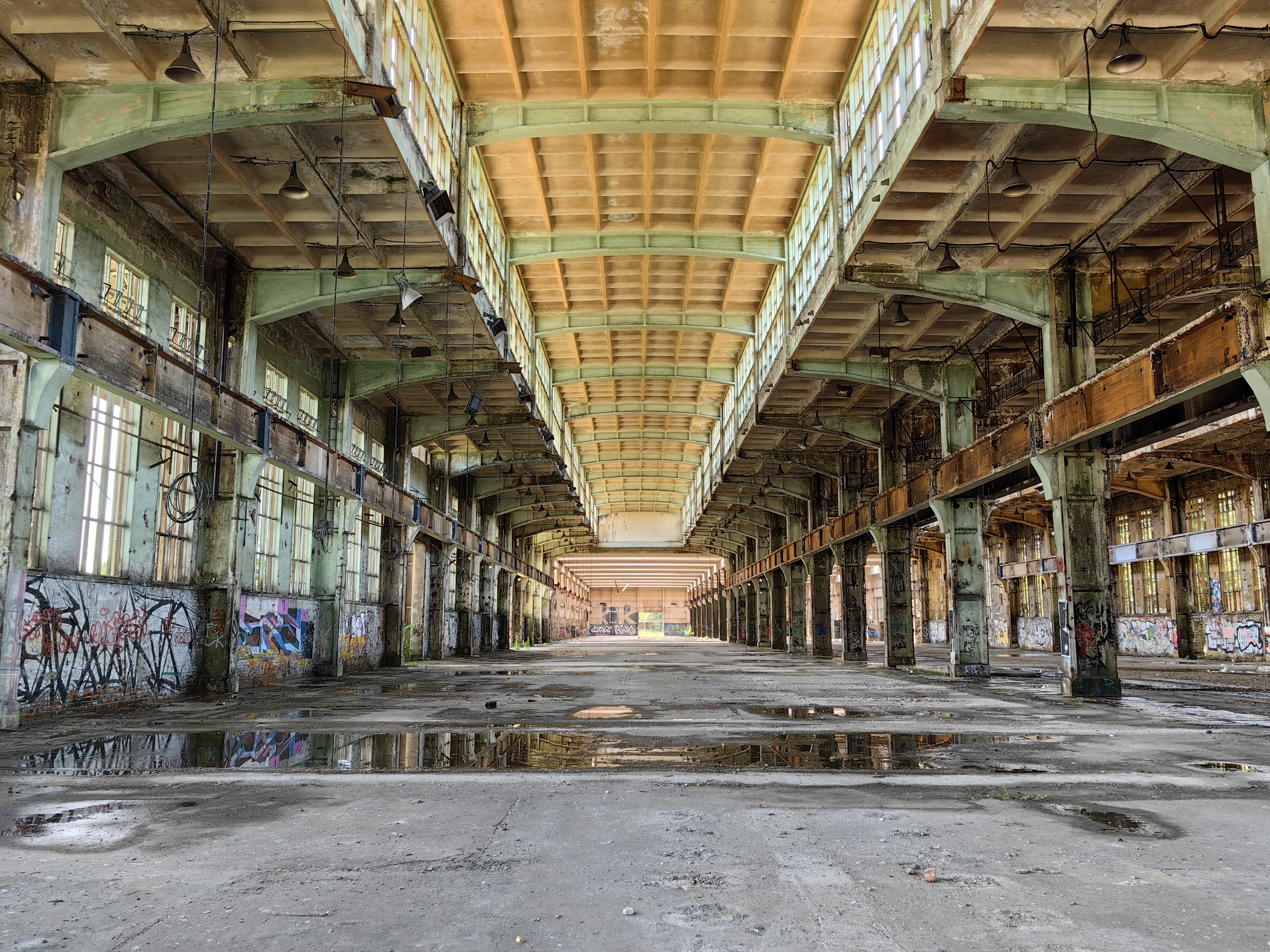
Budapest, Népsziget, Ganz Hajógyár
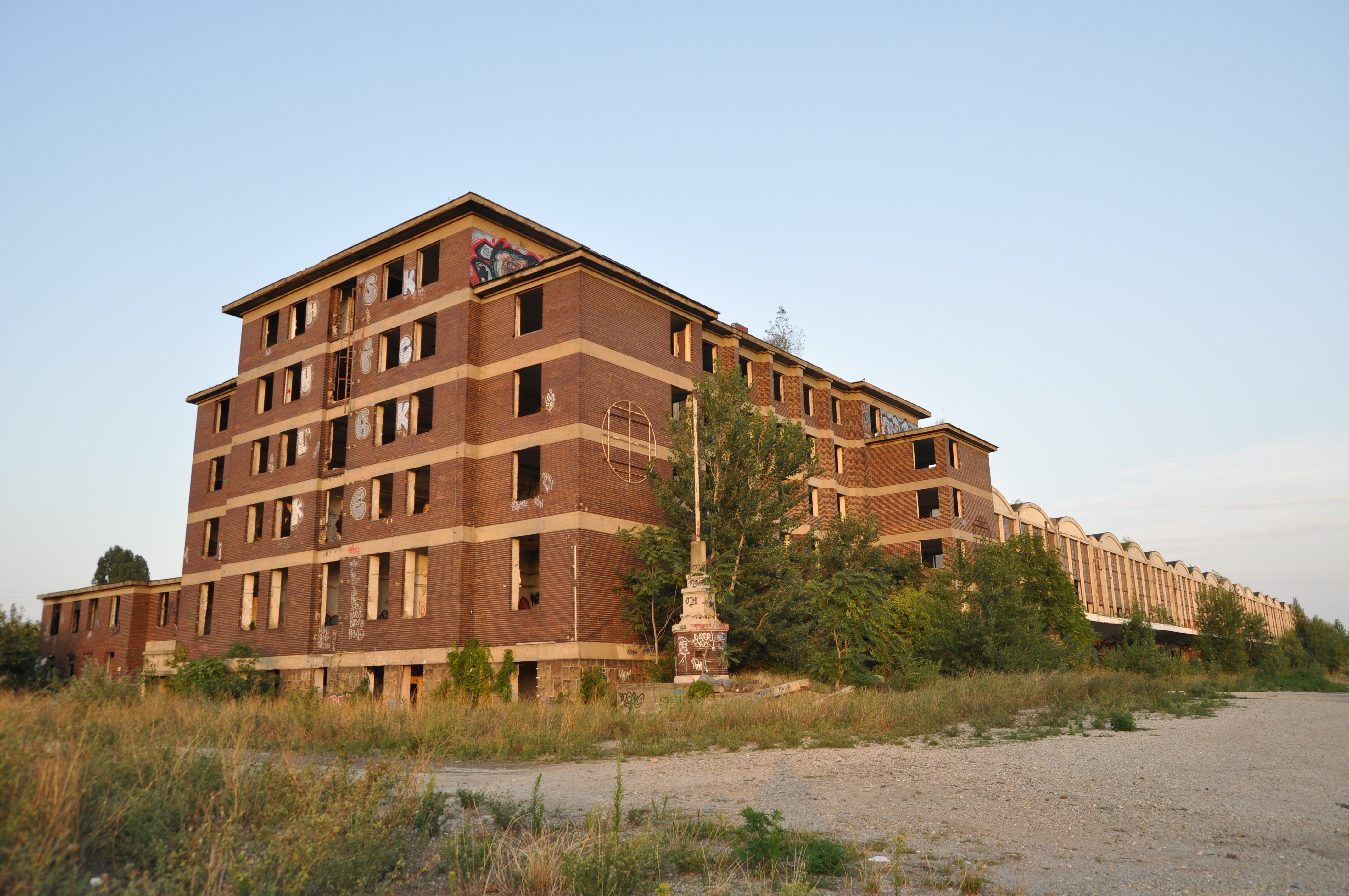
Nagyvásártelep
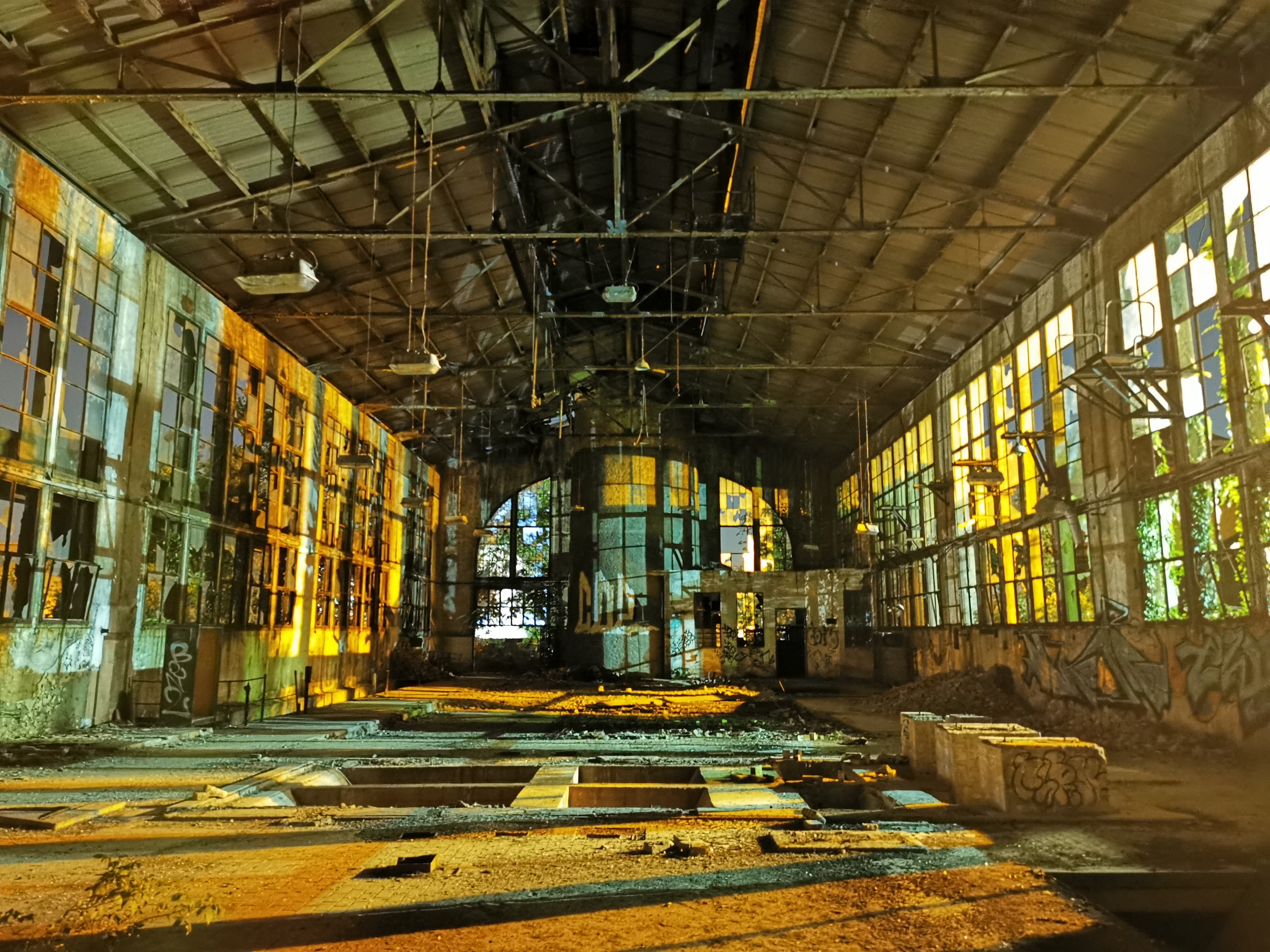
Hazai Fésűsfonó és Szövőgyár
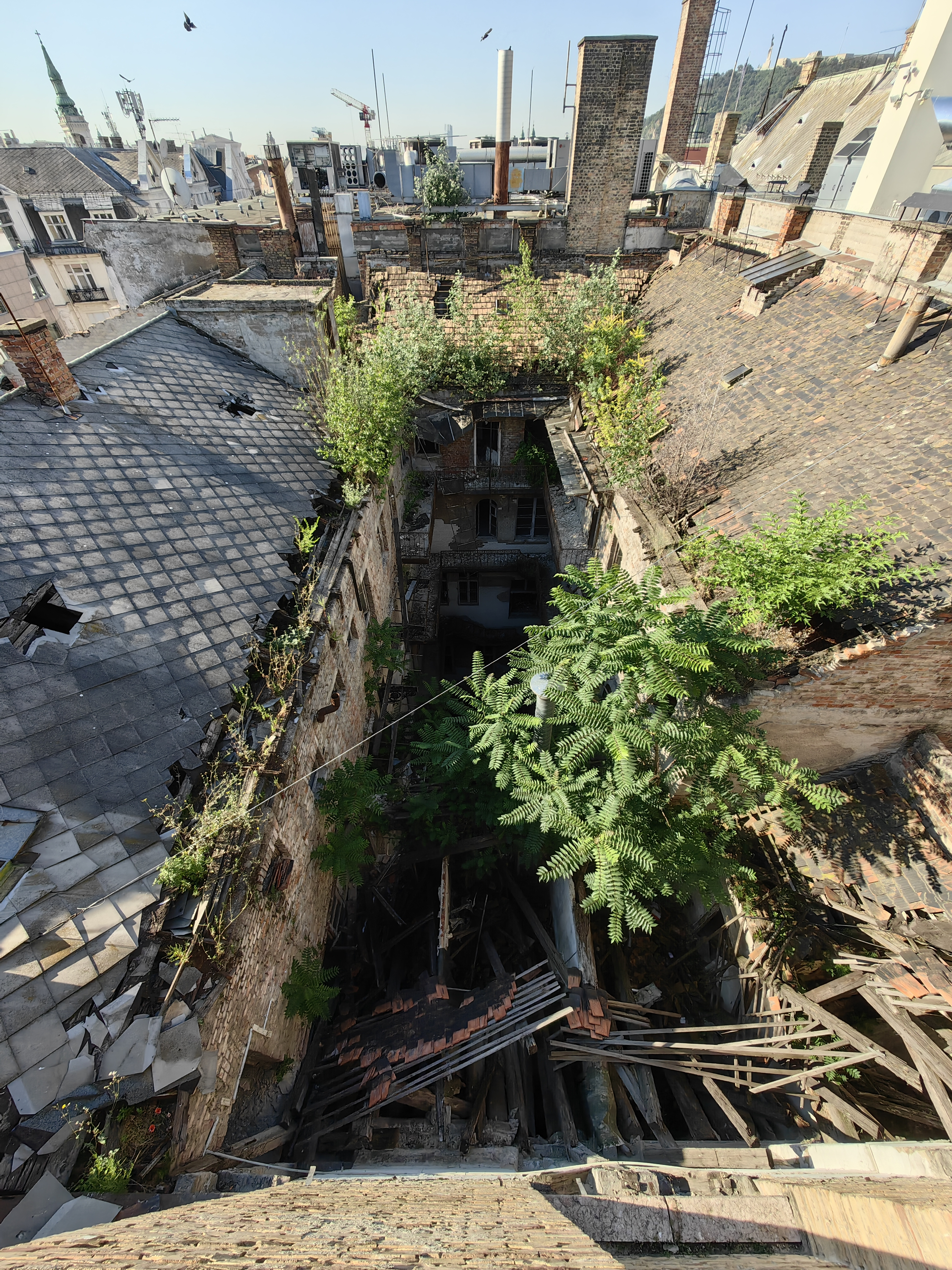
Fischer üzlet- és bérház
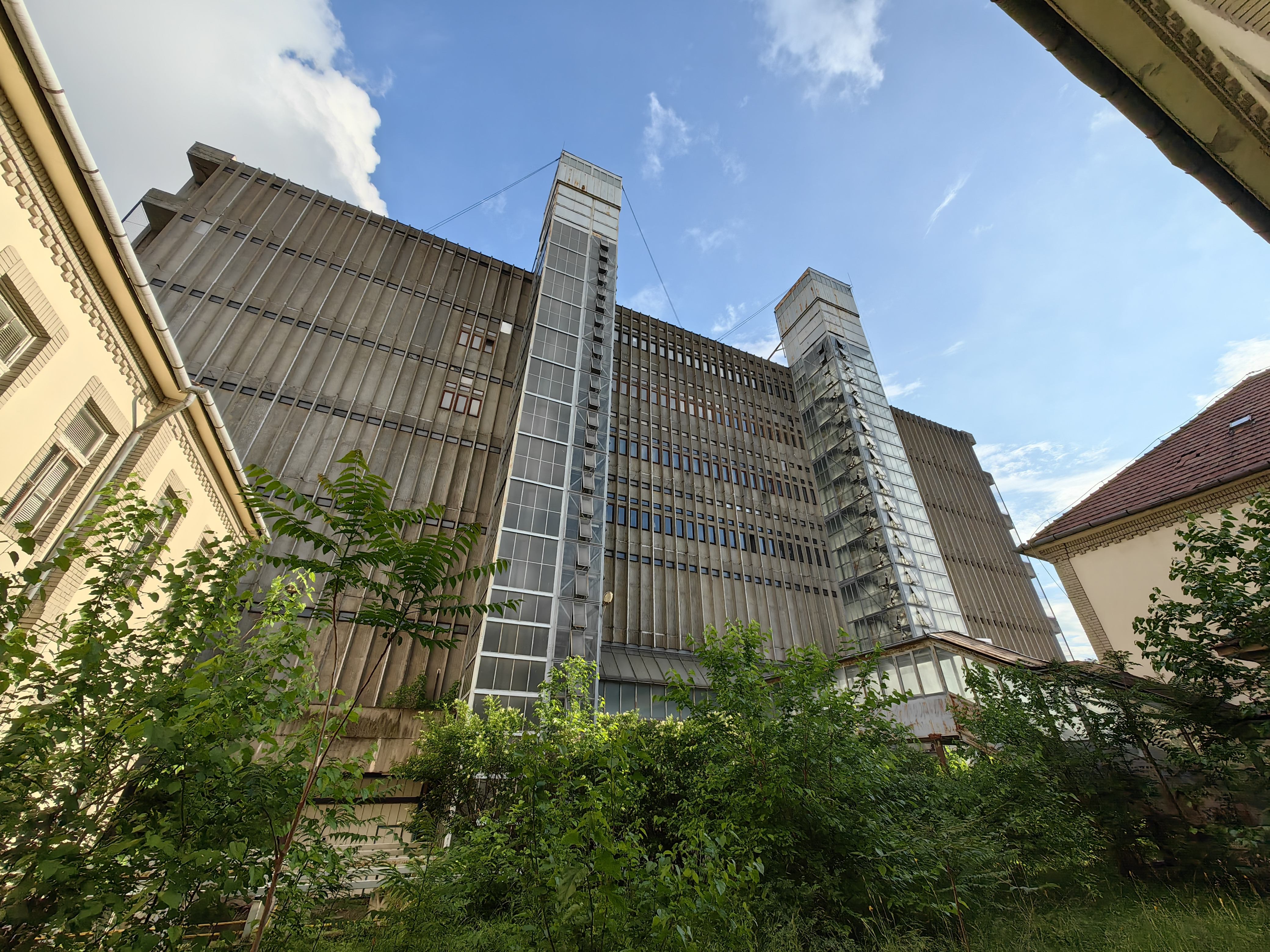
Chinoin raktár
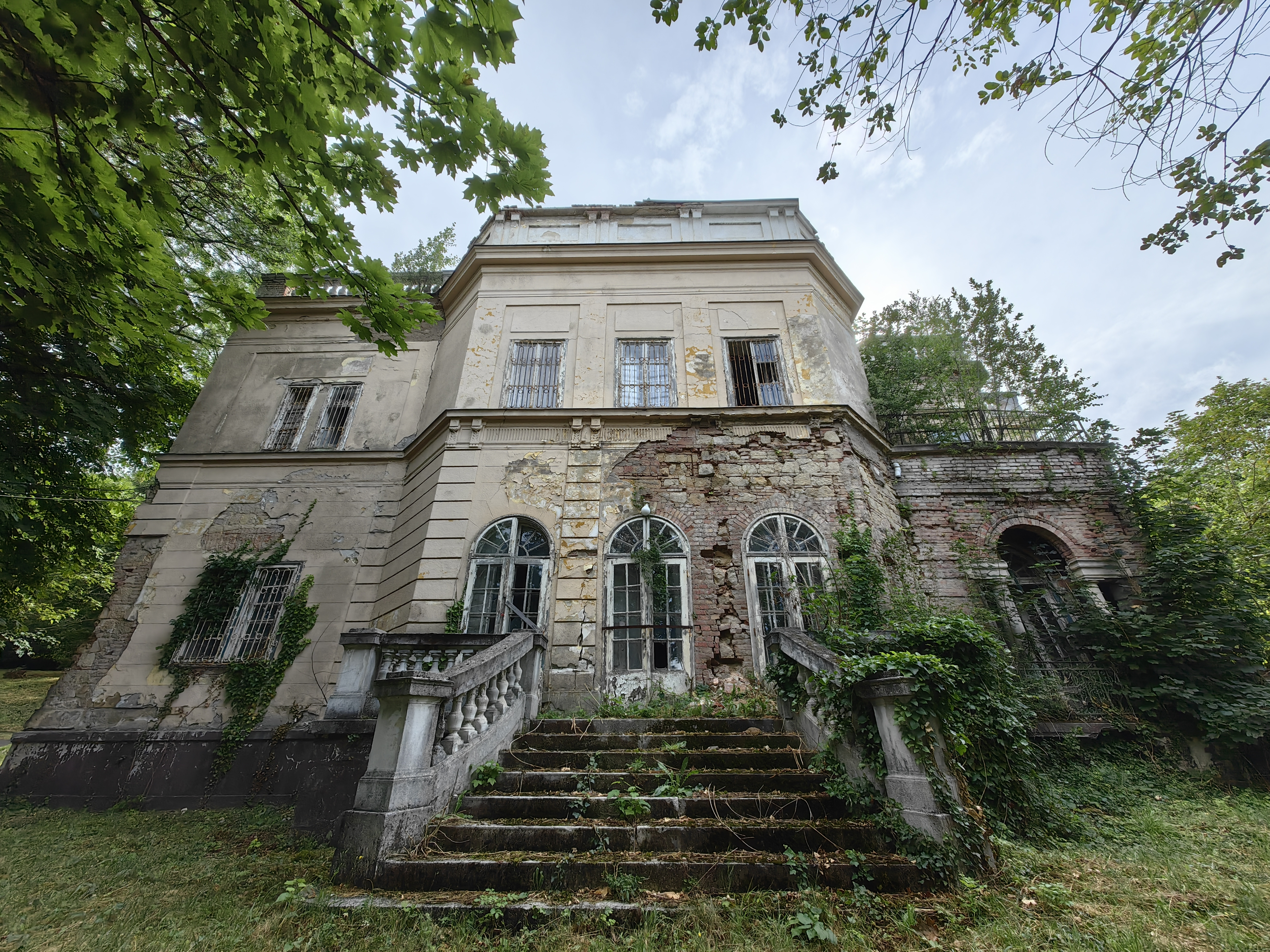
Béla király út 20
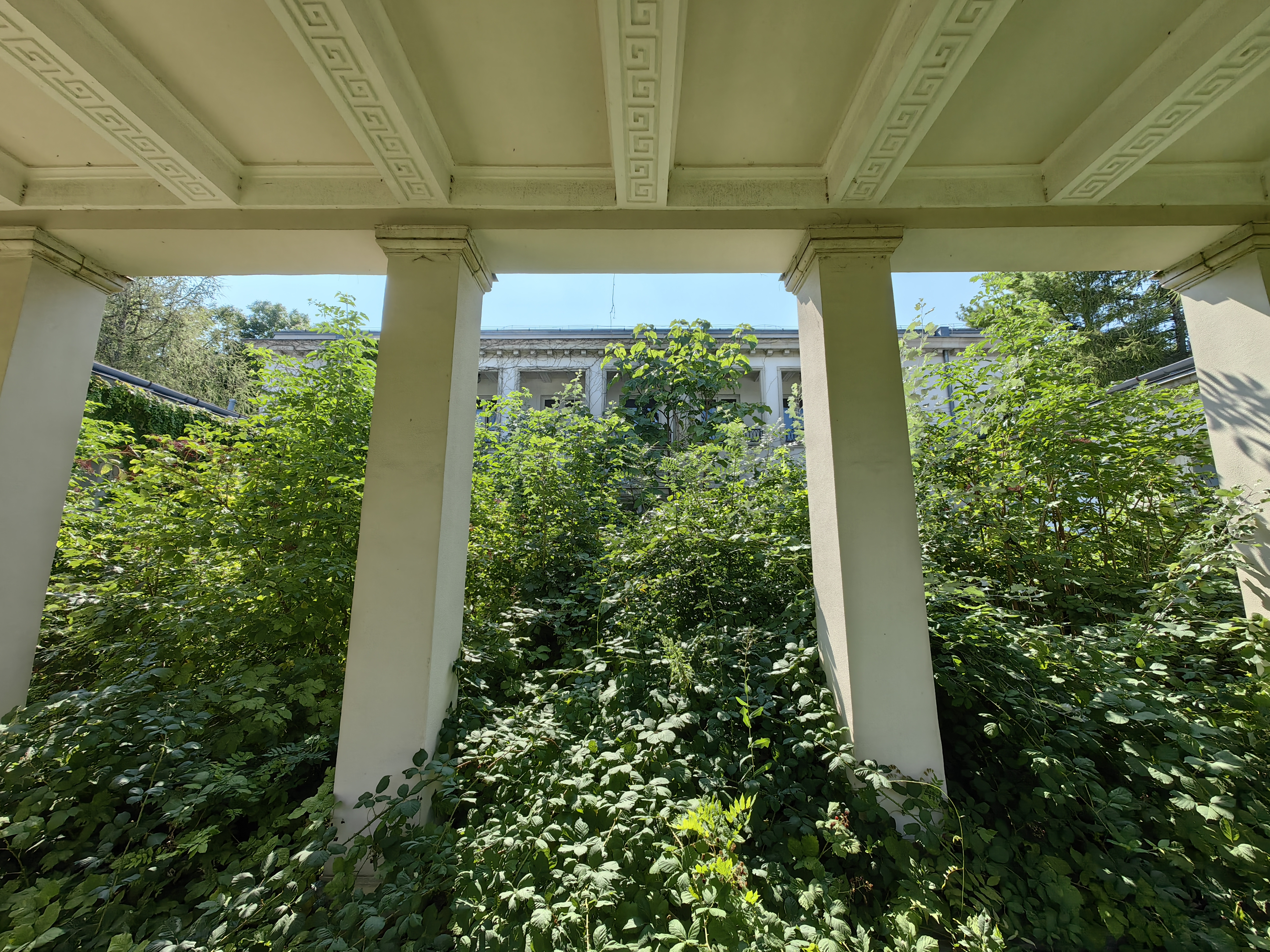
Béla király út, rezidencia
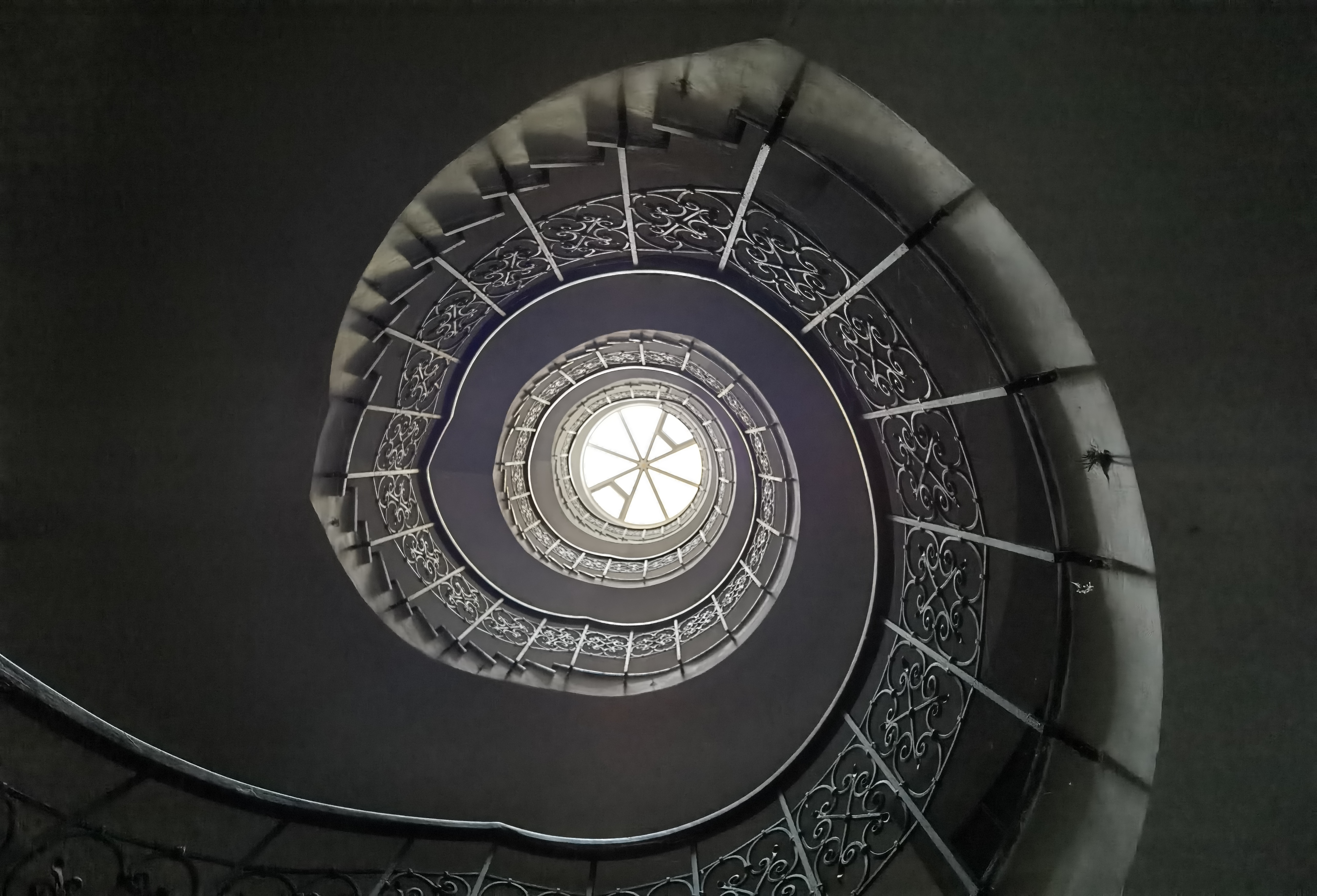
Béla király út, Kapolyi villa
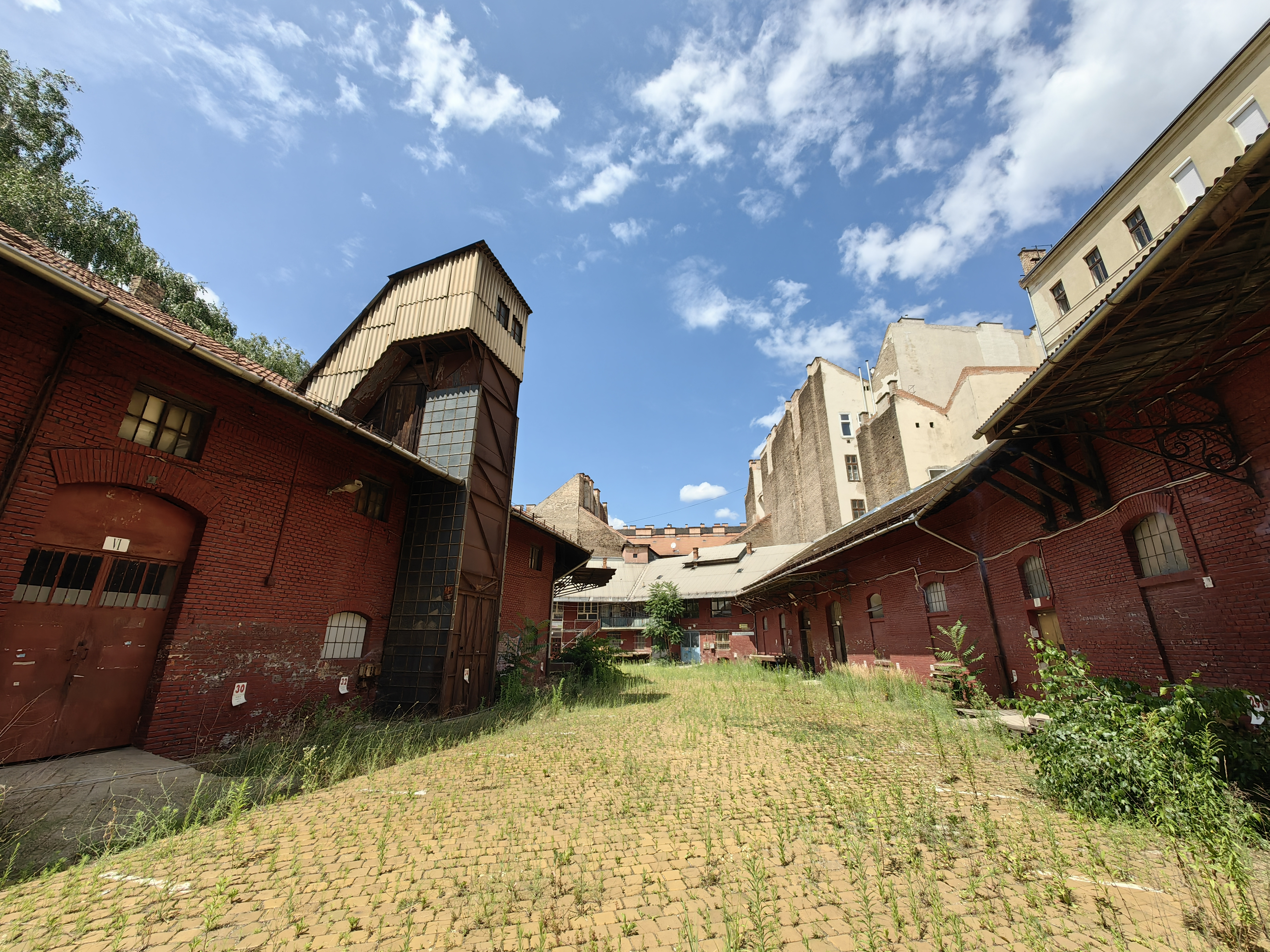
Heinrich-Udvar

## Egyéb irodalom, külső hivatkozás
- https://novekedes.hu/elemzesek/fotok-az-enyeszete-lett-hatalmas-budapesti-szellemepuletekrol
- https://www.borsonline.hu/aktualis/2021/02/etikus-urbex-azert-mert-egy-laktanya-elhagyatott-nem-lehet-megrongalni-video
- https://szellemvarosok.blog.hu/
- https://lakatlan.crowdmap.com
- http://www.szecessziosmagazin.com/budapestterkep.php
- https://divany.hu/offline/hatborzongato-helyek-magyarorszag/?token=840bb779ff35134574793f82fb2bfb94
- https://divany.hu/eletem/urbex-elhagyatott-epuletek/?utm_source=cikklink
- https://divany.hu/offline/titkos-helyek/?utm_source=cikklink